# Ротен, Карин
Карин Ротен, в замужестве Майер (нем. Karin Roten-Meier; род. 27 января 1976, Лойкербад) — швейцарская горнолыжница, специалистка по слалому и гигантскому слалому. Представляла сборную Швейцарии по горнолыжному спорту в 1993—2001 годах, бронзовая и дважды серебряная призёрка чемпионатов мира, победительница двух этапов Кубка мира, чемпионка швейцарского национального первенства, участница двух зимних Олимпийских игр.

## Биография
Карин Ротен родилась 27 января 1976 года в коммуне Лойкербад кантона Вале, Швейцария.
Первого серьёзного успеха на международном уровне добилась в 1993 году, когда вошла в состав швейцарской национальной сборной и выступила на чемпионате мира среди юниоров в Италии, где стала чемпионкой в программе гигантского слалома. Начиная с этого времени соревновалась и на взрослом уровне, в частности дебютировала в Кубке мира.
Благодаря череде удачных выступлений удостоилась права защищать честь страны на зимних Олимпийских играх 1994 года в Лиллехаммере — стартовала здесь исключительно в гигантском слаломе, показав на финише шестнадцатый результат.
В 1995 году Ротен вновь стала чемпионкой мира среди юниоров, выиграв соревнования по гигантскому слалому в Норвегии.
В 1996 году впервые одержала победу в Кубке мира, обогнав всех соперниц в слаломе. На мировом первенстве в Сьерра-Неваде завоевала серебряную медаль в гигантском слаломе, пропустив вперёд только титулованную итальянку Дебору Компаньони. Год спустя съездила на аналогичные соревнования в Сестриере, откуда привезла награды бронзового и серебряного достоинства, полученные в слаломе и гигантском слаломе соответственно.
Находясь в числе лидеров горнолыжной команды Швейцарии, благополучно прошла отбор на Олимпийские игры 1998 года в Нагано. В слаломе шла восьмой после первой попытки, но во второй попытке не финишировала и не показала никакого результата. В гигантском слаломе снова стала шестнадцатой.
В сезоне 1998/99 добавила в послужной список золотую награду, добытую в слаломе на домашнем этапе в Вейсоне. При этом на чемпионате мира в Вейле заняла 11 место в слаломе и 19 место в гигантском слаломе.
Впоследствии оставалась действующей спортсменкой вплоть до 2001 года. В течение своей спортивной карьеры Карин Ротен в общей сложности шесть раз поднималась на подиум различных этапов Кубка мира, в том числе два этапа выиграла, трижды становилась серебряной призёркой и один раз бронзовой. Ей так и не удалось выиграть Хрустальный глобус, но в одном из сезонов она была в гигантском слаломе четвёртой. Наивысшая позиция в общем зачёте всех дисциплин — 12 место. Является, помимо всего прочего, чемпионкой Швейцарии по горнолыжному спорту.
Была замужем за швейцарским велогонщиком Армином Майером, родила троих детей, но в 2007 году их семья распалась.